# Lamyra montanus
Lamyra montanus är en tvåvingeart som beskrevs av Pavel Lehr 1977. Lamyra montanus ingår i släktet Lamyra och familjen rovflugor. Inga underarter finns listade i Catalogue of Life.